# Vendée Globe 2012-2013
Navigation
2008-2009 2016-2017
Le Vendée Globe 2012-2013 est la septième édition du Vendée Globe. Le départ est donné le 10 novembre 2012 des Sables-d'Olonne.
Il est remporté le 27 janvier 2013 à 15 h 19 par François Gabart, qui devient le plus jeune vainqueur de l'épreuve, après 78 jours, 2 heures, 16 minutes et 40 secondes de course, premier navigateur à descendre sous la barre des 80 jours sur le parcours du Vendée Globe, devançant Armel Le Cléac'h de seulement 3 heures, 17 minutes et 12 secondes. Alex Thomson prend la troisième place du classement en 80 jours, 19 heures, 23 minutes et 43 secondes.
Le Vendée-Globe 2012-2013 se conclut avec l'arrivée d'Alessandro Di Benedetto, 11e et dernier concurrent à franchir la ligne d'arrivée sur les 20 au départ, le 22 février à 15 h 36, après 104 jours 2 heures 34 minutes et 30 secondes de navigation. L'écart avec François Gabart est de 26 jours et 17 minutes, soit le plus faible entre le premier et le dernier dans l'histoire de l'épreuve.

## Parcours

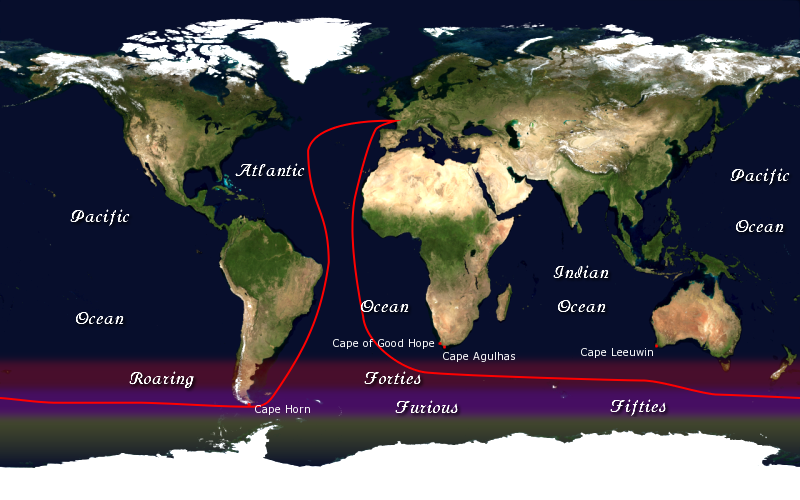
La route du Vendée Globe.

Le départ est donné le 10 novembre 2012 à 13 h 2, au large des Sables-d'Olonne. Il s'agit ensuite de laisser les caps de Bonne-Espérance, Leeuwin et Horn à bâbord. Au total, un parcours théorique de 24 394 milles.

### Liste des points de passage
Avant le départ, neuf points de passage obligatoires (dont sept « portes des glaces ») sont fixés par la direction de course, en collaboration avec les concurrents et les autorités locales. Les portes australiennes ont été placées à la demande de l'Australie, fréquemment sollicitée pour le sauvetage des skippers. Une « porte des glaces » est un arc reliant deux points d'un même parallèle. Chaque concurrent doit se trouver à un moment ou à un autre au nord de cet arc.
Après le départ, pour des raisons de sécurité, le nombre et la position des portes peuvent être modifiés par la direction de course. Cependant, une porte est immobilisée dès qu'un bateau franchit la précédente.
- Île Gough : à laisser à tribord.
- « Porte Aiguilles » : 41° 00 S, entre le 012° 00 E et le 020° 00 E (anciennement porte Atlantique, déplacée le 26 novembre 2012 pour parer à des icebergs[3]).
- « Porte Crozet » : 39° 00 S, entre le 042° 00 E et le 050° 00 E (anciennement porte Kerguelen, déplacée le 30 novembre 2012)[4].
- Île Heard : à laisser à tribord.
- « Porte Amsterdam » : 40° 00 S, entre le 077° 00 E et le 084° 00 E (nouvelle porte, ajoutée le 2 décembre 2012)[5].
- « Porte Ouest Australie » : 46° 00 S, entre le 103° 00 E et le 113° 00 E.
- « Porte Est Australie » : 50° 00 S, entre le 136° 00 E et le 147° 00 E.
- « Porte Nouvelle-Zélande » : 52° 00 S, entre le 180 ° 00 E/W et le 170° 00 W.
- « Porte Ouest Pacifique » : 49° 00 S, entre le 145° 00 W et le 137° 00 W (déplacée le 16 décembre 2012)[6].
- « Porte Est Pacifique » : 52° 00 S, entre le 110° 00 W et le 100° 00 W[7].

## Type de bateau

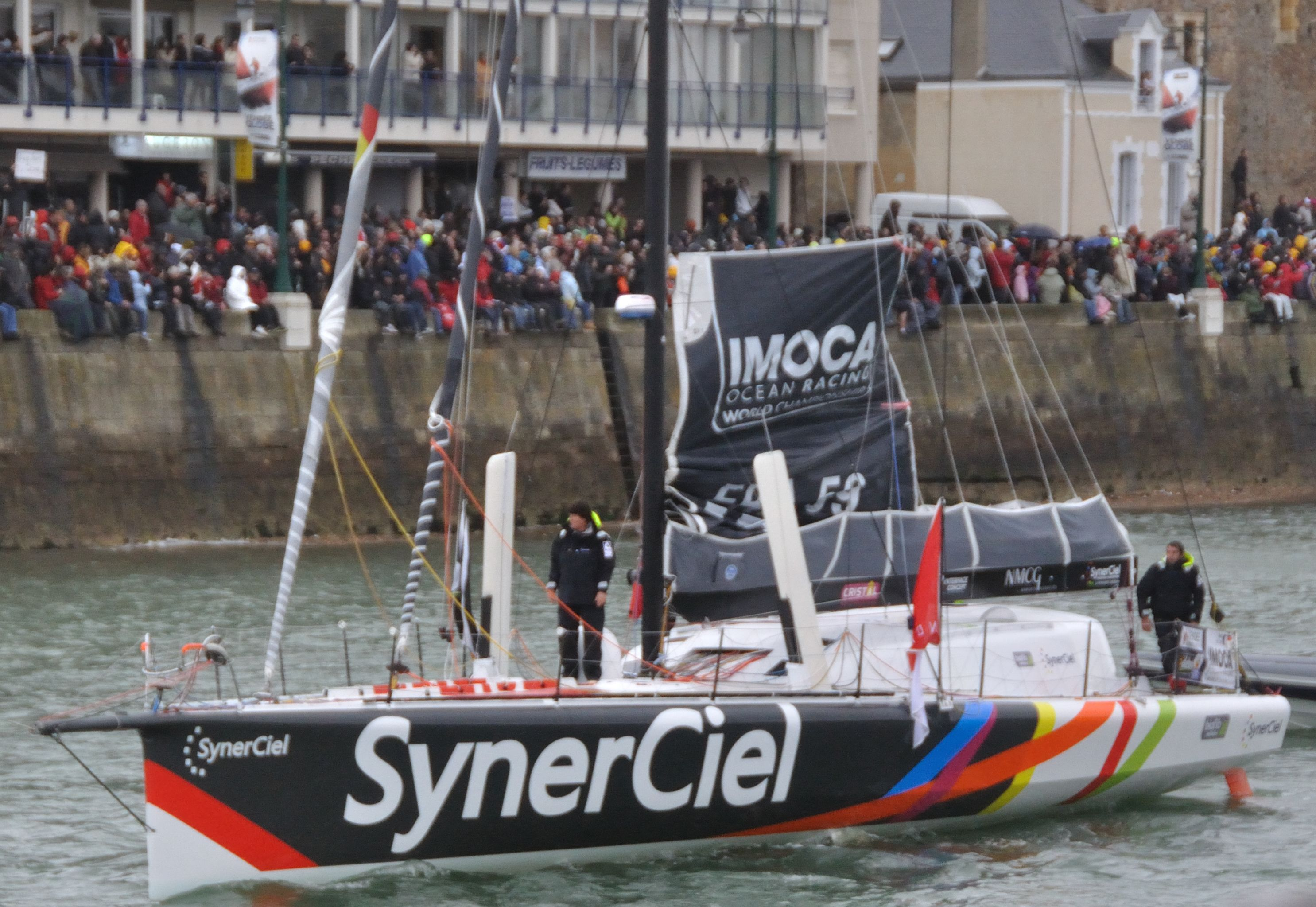
Jean Le Cam, sur SynerCiel, sortant du port des Sables-d'Olonne.

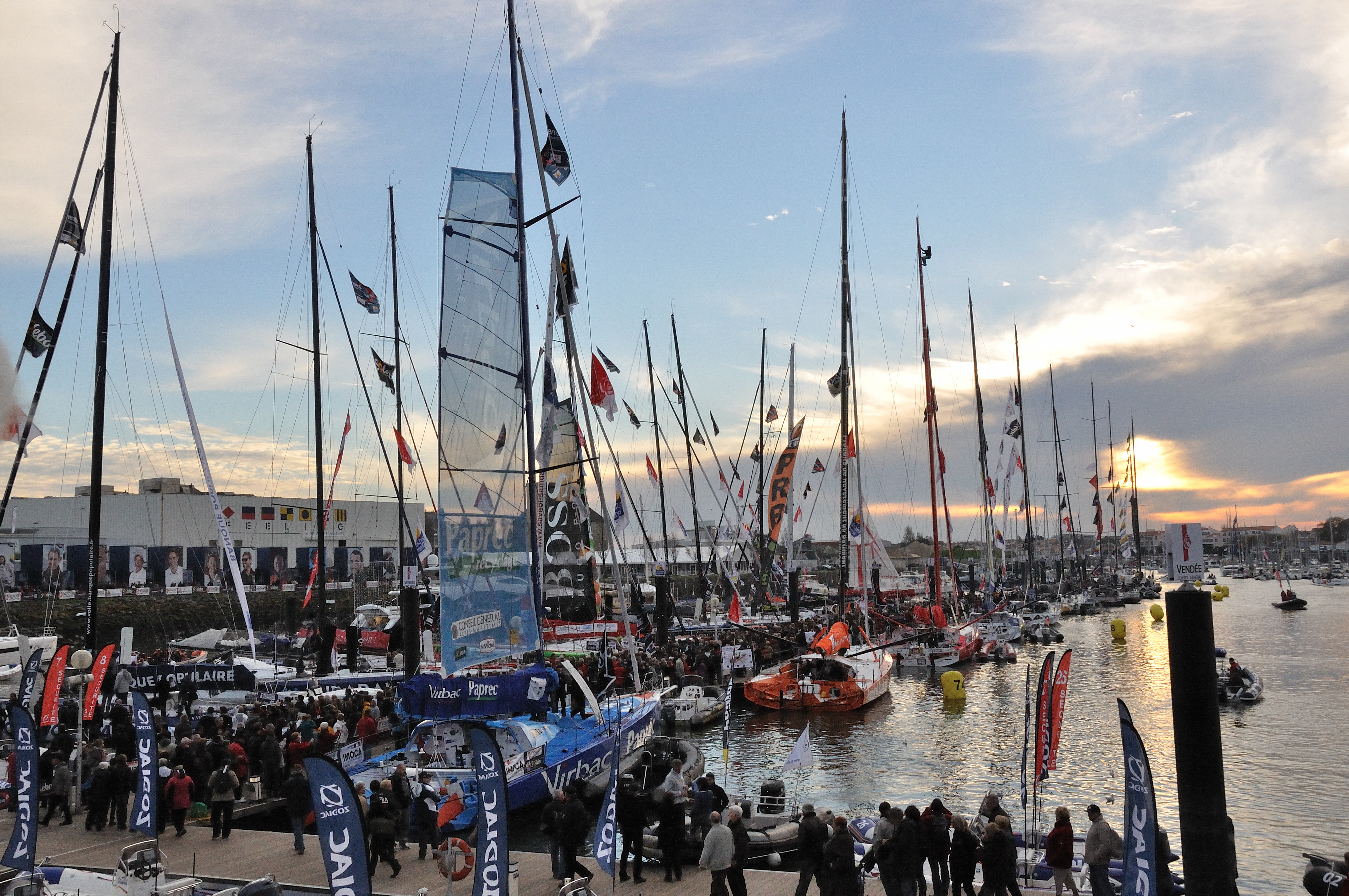
Les bateaux du Vendée Globe 2012-2013 aux Sables-d'Olonne avant le départ.

Les bateaux admis à participer à cette course sont des voiliers monocoques d'une longueur comprise entre 59 et 60 pieds, c'est-à-dire environ 18 mètres. Ces bateaux doivent répondre aux règles de la classe IMOCA 60 pieds.
Chaque concurrent a le droit d'embarquer dix voiles, dont il peut combiner à sa guise les différents types : c'est un choix stratégique pouvant se révéler pénalisant en certaines circonstances. En raison de la fiabilité que confèrent nouveaux matériaux et nouveaux procédés de fabrication, il n'est plus nécessaire d'embarquer deux grand-voiles.

## Participants

### Qualification des concurrents et des bateaux
Chaque skipper prétendant à une inscription doit avoir participé aux courses définies ci-après, et/ou effectuer un parcours à bord du bateau qu’il barrera pour le Vendée Globe 2012. Vaudront qualification la participation du candidat à l’une des courses suivantes courue par ce candidat, sur le même bateau et si le concurrent a bien achevé la course :
- Vendée Globe 2008-2009 ;
- Barcelona World Race 2010-2011 ;
- une course transatlantique de 2 500 milles théoriques (minimum) en solitaire ;
- l’une de ces courses sur un autre bateau 60 pieds IMOCA que celui avec lequel il s’inscrit au Vendée Globe 2012 :
  - soit le Vendée Globe 2004 ou 2008 ;
  - soit une course transatlantique en solitaire effectuée depuis 2004 ;
  - soit une course autour du monde en double et sans escale effectuée depuis 2004.

Pour être qualifié, le concurrent doit effectuer en complément un parcours (en équipage ou en solitaire) de 1 500 milles à la barre du bateau qu’il barrera dans le Vendée Globe 2012.

### Liste des participants
Vingt skippers sont inscrits :
| Concurrent              | Nationalité   | Participations précédentes                             | Nom du bateau             | Numéro de voile | Architecte         | Chantier                    | Année de lancement |
| ----------------------- | ------------- | ------------------------------------------------------ | ------------------------- | --------------- | ------------------ | --------------------------- | ------------------ |
| Jérémie Beyou           | France        | Abandon en 2008-2009                                   | Maître Coq                | FRA 001         | Farr Yacht Design  | CDK Technologies            | 2007               |
| Arnaud Boissières       | France        | 7e en 2008-2009                                        | Akena Vérandas            | FRA 14          | Farr Yacht Design  | CDK Technologies            | 2006               |
| Louis Burton            | France        |                                                        | Bureau Vallée             | FRA 35          | Farr Yacht Design  | JMV Industries              | 2006               |
| Samantha Davies         | Royaume-Uni   | 4e en 2008-2009                                        | Savéol                    | FRA 29          | Lombard            | JMV Industries              | 2004               |
| Bertrand de Broc        | France        | Abandon en 1992-1993, abandon en 1996-1997             | Votre Nom autour du Monde | FRA 62          | Finot-Conq         | Multiplast                  | 2007               |
| Tanguy de Lamotte       | France        |                                                        | Initiatives-Cœur          | FRA 72          | Lombard            | Mag F                       | 1998               |
| Kito de Pavant          | France        | Abandon en 2008-2009                                   | Groupe Bel                | FRA 360         | VPLP-Verdier       | Indiana Yachting            | 2007               |
| Alessandro Di Benedetto | France Italie |                                                        | Team Plastique            | FRA 44          | Finot-Conq         | Kirié                       | 1998               |
| Jean-Pierre Dick        | France        | 6e en 2004-2005, abandon en 2008-2009                  | Virbac Paprec 3           | FRA 06          | VPLP-Verdier       | Cookson Boats               | 2010               |
| François Gabart         | France        |                                                        | Macif                     | FRA 301         | VPLP-Verdier       | CDK Technologies/Mer Agitée | 2011               |
| Mike Golding            | Royaume-Uni   | 7e en 2000-2001, 3e en 2004-2005, abandon en 2008-2009 | Gamesa                    | GBR 3           | Owen Clarke Design | Hakes Marine                | 2007               |
| Marc Guillemot          | France        | 3e en 2008-2009                                        | Safran                    | FRA 25          | VPLP-Verdier       | Larros – Thierry Eluère     | 2007               |
| Jean Le Cam             | France        | 2e en 2004-2005, abandon en 2008-2009                  | SynerCiel                 | FRA 59          | Farr Yacht Design  | Southern Ocean Marine       | 2007               |
| Armel Le Cléac'h        | France        | 2e en 2008-2009                                        | Banque Populaire          | FRA 19          | VPLP-Verdier       | CDK Technologies            | 2010               |
| Vincent Riou            | France        | 1er en 2004-2005, 3e en 2008-2009                      | PRB                       | FRA 85          | VPLP-Verdier       | CDK Technologies            | 2010               |
| Javier Sansó            | Espagne       | Abandon en 2000-2001                                   | Acciona                   | ESP 4           | Owen Clarke Design | Southern Ocean Marine       | 2011               |
| Bernard Stamm           | Suisse        | Abandon en 2000-2001, abandon en 2008-2009             | Cheminées Poujoulat       | SUI 2012        | Juan Kouyoumdjian  | Chantier Décision SA        | 2011               |
| Zbigniew Gutkowski      | Pologne       |                                                        | Energa                    | POL 2           | Finot-Conq         | Neville Hutton              | 2007               |
| Alex Thomson            | Royaume-Uni   | Abandon en 2004-2005, abandon en 2008-2009             | Hugo Boss                 | GBR 99          | Farr Yacht Design  | Offshore Challenges         | 2007               |
| Dominique Wavre         | Suisse        | 5e en 2000-2001, 4e en 2004-2005, abandon en 2008-2009 | Mirabaud                  | SUI 9           | Owen Clarke Design | Southern Ocean Marine       | 2006               |

### Bateaux participants
Parmi tous les participants le voiler d'Alessandro Di Benedetto Team Plastique  (Sodebo) participe à son quatrième Vendée Globe et Savéol (Sill et Veolia) de Samantha Davies à son troisième. Les autres en sont à leur seconde ou première participation.

## Jury
Une réclamation est déposée auprès du jury international, si l'on estime qu'il y a infraction ou manquement aux règles. Les réclamations peuvent émaner d'un concurrent, de la direction de course ou du jury lui-même. Les cinq membres du jury, indépendants du comité d'organisation et du comité de course, sont nommés par la Fédération française de voile. Ce sont :
- les Français Bernard Bonneau et Georges Priol ;
- l'Espagnole Ana Sanchez ;
- le Britannique Trevor Lewis ;
- le Néo-Zélandais Jack Lloyd[32].

## Déroulement de la course

### Départ

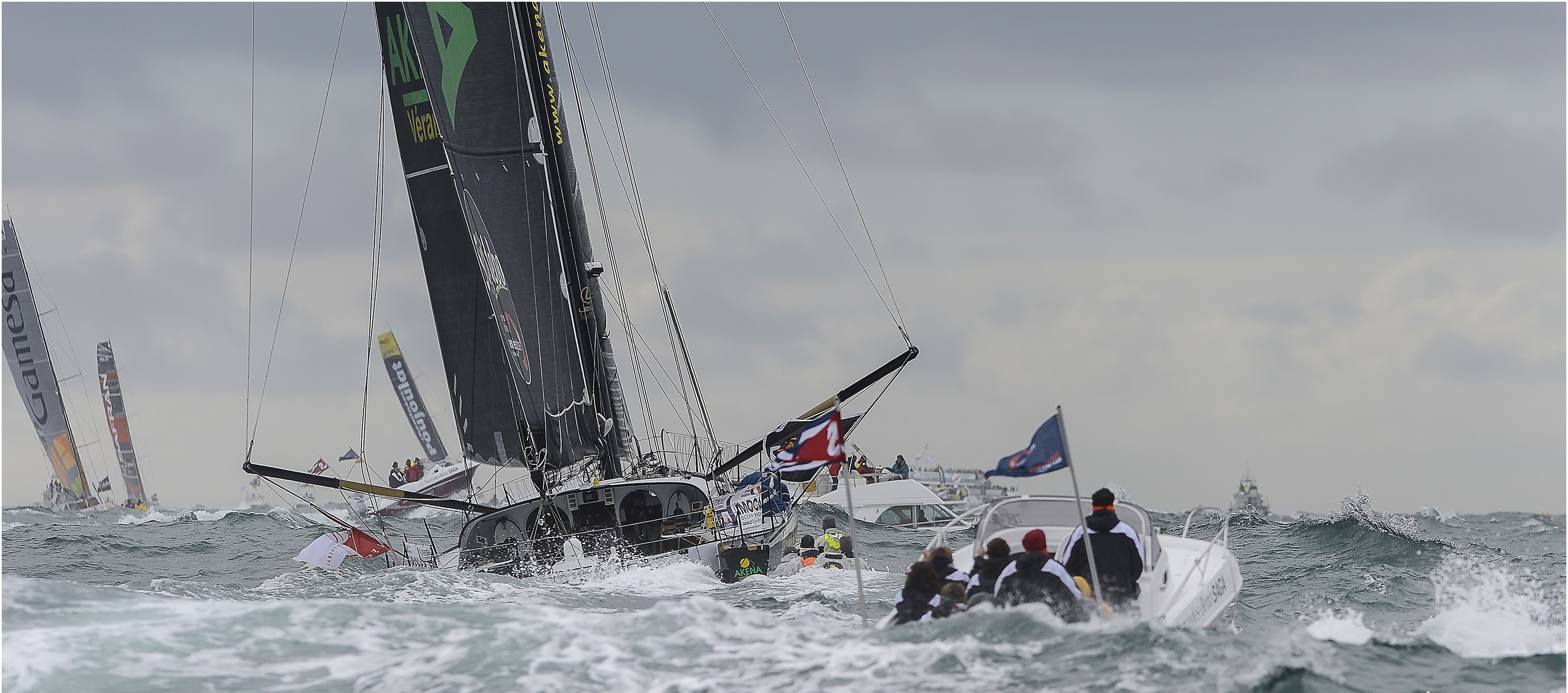
Une partie de la flotte le jour du départ.

Le 10 novembre, Bertrand de Broc endommage son bateau vingt-cinq minutes avant le départ, et doit retourner au ponton. Le départ est donné à 13 h 2, au large des Sables-d'Olonne par l'acteur François Cluzet, qui tournait alors En solitaire, où il joue le rôle d'un navigateur en solitaire participant au Vendée Globe. Cinq concurrents « volent » le départ et doivent faire demi-tour pour repasser la ligne de départ : Zbigniew Gutkowski, François Gabart, Vincent Riou, Kito de Pavant et Armel Le Cléac’h.
Marc Guillemot et Louis Burton prennent le meilleur départ.

### Descente de l'Atlantique
Au pointage de 17 heures, Bernard Stamm mène, suivi de Jean-Pierre Dick et de Marc Guillemot. Après 4 heures et 43 minutes de course, Guillemot perd sa quille et abandonne. Au pointage de 20 heures, François Gabart est en tête. Le 12 novembre, de Broc prend le départ avec près de treize heures de retard. Le même jour, Kito de Pavant entre en collision avec un chalutier, et abandonne. Le 14, Burton entre en collision avec un chalutier, et tente de regagner Les Sables pour réparer. Le 15, Samantha Davies démâte et abandonne. Le 16 novembre, pris dans une zone de vents sans consistance au sud-ouest des îles Canaries, Gabart cède le commandement à Le Cléac'h, décalé un peu plus à l'ouest, où il bénéficie de vents stables. À cette date, le troisième est Bernard Stamm. Burton annonce son abandon. Le 19 novembre, Jérémie Beyou abandonne (vérin de quille cassé). Le 20, la traversée du Pot au noir provoque un spectaculaire resserrement des cinq poursuivants de Le Cléac'h (Dick, Gabart, Stamm, Riou, Thomson), dont certains naviguent à vue. Le 21, Zbigniew Gutkowski abandonne (pilote automatique hors service).

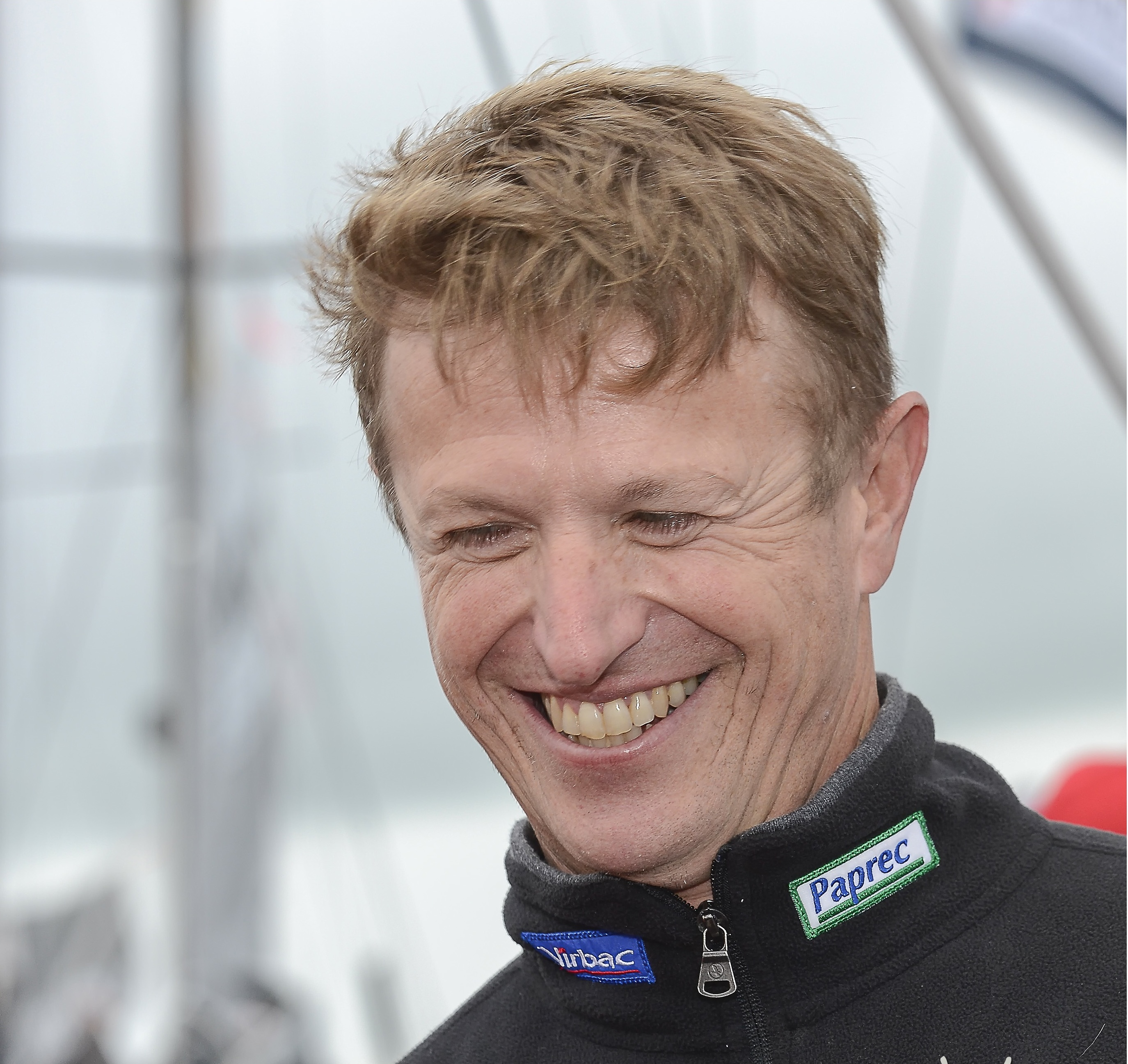
Jean-Pierre Dick.

Riou, l'un des favoris et l'un des cinq poursuivants de Le Cléac'h, abandonne le 25 novembre (collision avec une bouée métallique). C'est le septième abandon. Le même jour, du fait des difficultés rencontrées pour négocier un anticyclone de Sainte-Hélène particulièrement capricieux, le groupe des cinq bateaux de tête se scinde : Le Cléac'h, toujours leader, choisit de couper au plus court vers la première porte ; tandis que Dick (alors 3e) prend le risque, arrivé au nord-ouest de Trindade, de contourner la zone de calmes par l'ouest pour bénéficier d'un flux qui doit venir d'Amérique du Sud. Il est imité le lendemain par Gabart (2e). Une route ouest est également choisie par un groupe de trois poursuivants (Le Cam 6e, Golding 7e et Wavre 8e) ; elle leur permet de recoller aux cinq leaders. Dans la nuit du 30 novembre au 1er décembre, à hauteur du 40e parallèle, l'option se révèle payante pour Dick qui prend la tête, non sans établir un record de distance parcourue en vingt-quatre heures. Mais ce n'est pas suffisant pour creuser l'écart. Les cinq premiers, qui font maintenant route vers l'est, sont à nouveau groupés : après trois semaines de course, le premier (Dick) ne distance le cinquième (Thomson) que d'une centaine de milles. La lutte est intense, et le leader ne cesse de changer pendant trois jours : Dick, puis Le Cléac'h, le 1er décembre ; Dick, puis Gabart, le 2 ; Dick, puis Le Cléac'h, le 3.
Le 3 décembre, à 12 h 48 (heure française), Le Cléac'h franchit le premier la longitude du cap de Bonne-Espérance. Il est suivi à ce moment-là de Dick, de Gabart, de Stamm et de Thomson. Derrière eux, le « trio des quinquas » (Golding, Le Cam, Wavre) reprend du retard. Plus loin derrière, Sansó est 9e, Boissières 10e, Lamotte 11e, de Broc 12e ; et Di Benedetto, 13e, ferme la marche, à 2 129 milles du leader.

### Traversée de l’océan Indien

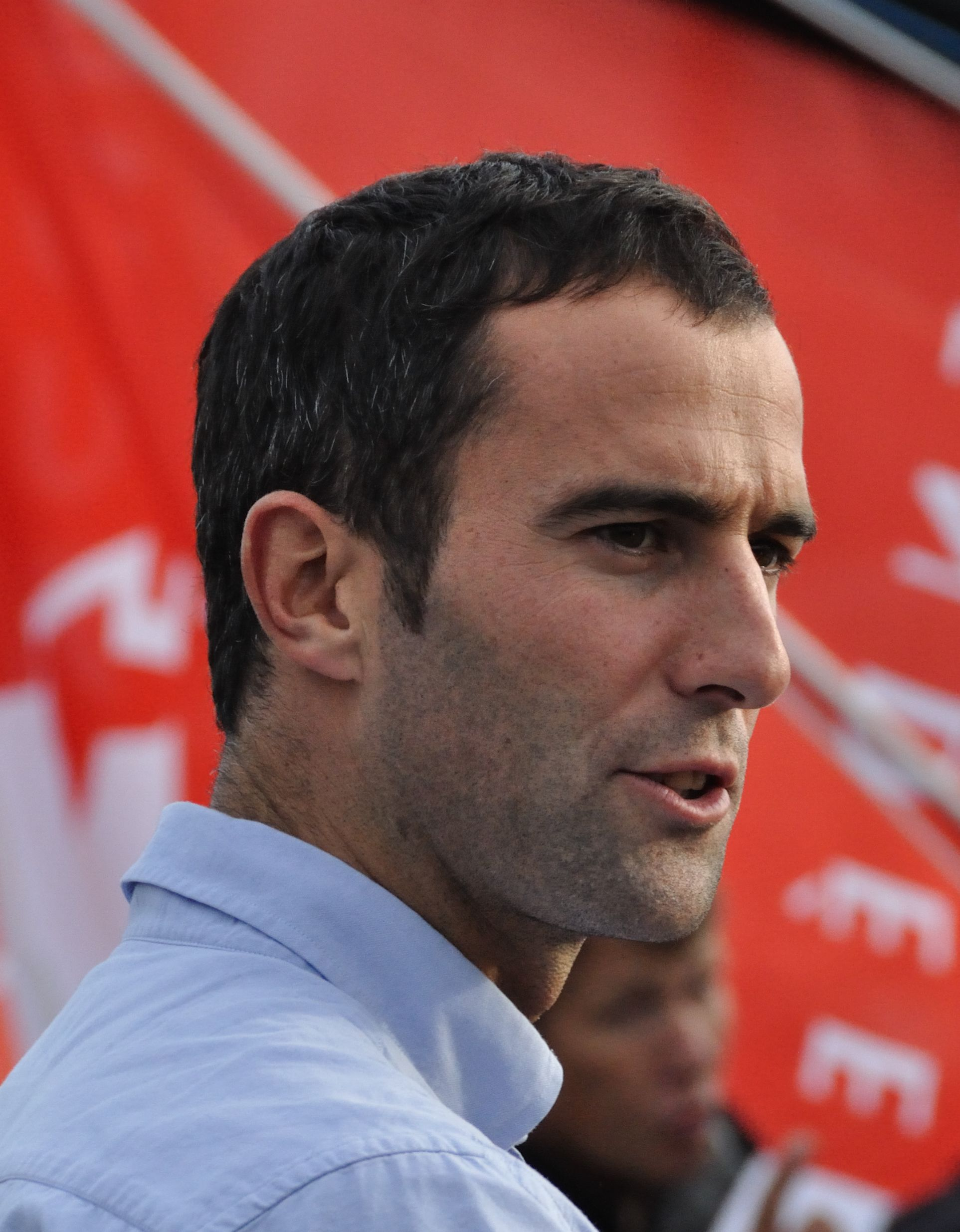
Armel Le Cléac'h.

Le passage de la deuxième porte des glaces, la porte Crozet, à la longitude de Madagascar, donne lieu à des stratégies opposées. Un anticyclone vient en effet occuper toute la largeur de la porte. Le Cléac'h oblique vers le nord (5 décembre), franchit la porte dans son extrémité ouest dès le lendemain. Fortement ralenti, il descend aussitôt vers le sud chercher le vent. Ses quatre poursuivants au contraire tirent un large bord vers le sud, contournent l'anticyclone, puis empannent pour remonter vers l'extrémité est de la porte, où ils sont ralentis à leur tour. Au gré des empannages, le commandement change plusieurs fois : Gabart prend la tête le 6 décembre, Stamm le 7, Gabart puis Le Cléac'h le 8. Mais, une fois que les cinq bateaux de tête ont franchi la porte et que leur groupe s'est reformé, le classement est le même qu'avant la porte : 1er Le Cléac'h, 2e Gabart, 3e Dick, 4e Stamm, 5e Thomson (9 décembre, à 5 heures). Le Cléac'h se félicite de son option, qui lui a permis de « grappiller quelques milles » (son avance sur Gabart est de 16 milles le 5 décembre, elle atteint 55 milles le 9).
Mais, derrière lui, Gabart se sent des ailes. Le 10 décembre, il établit un impressionnant record de distance parcourue en 24 heures (22,27 nœuds de moyenne), et s'empare de la tête. Le Cléac'h réussit à la reprendre brièvement (le 10, puis le 11 décembre). Mais c'est finalement Gabart qui garde le commandement. L'empoignade permet aux deux premiers de décrocher quelque peu leurs trois poursuivants. Dick (3e) réussit tout de même à se maintenir à 85 milles. Dans ce début de la longue descente vers le sud, à vitesse soutenue (les moyennes sont de plus de 18 nœuds), l'écart reste très serré entre les deux bateaux de tête, qui se voient parfois. Ils échappent de justesse à un anticyclone qui vient s'installer dans leur sillage et qui, le soir du 12 décembre, rattrape Dick. Celui-ci perd plus de cent milles en vingt-quatre heures. De leur côté, Thomson (4e) et Stamm (5e) paient très cher un léger retard causé par diverses avaries : l'anticyclone leur barre maintenant la route de la porte Ouest Australie. Au soir du 13 décembre, le duo de tête semble avoir fait le break : Dick est à 185 milles de Gabart, toujours leader ; Thomson à 383 milles. Michel Desjoyeaux souligne que les deux premiers ont pu se détacher grâce notamment aux avaries qui freinaient tous leurs poursuivants à ce moment-clef de la course.
Les écarts ne font que se creuser le lendemain, 14 décembre. À 23 h 25, Gabart franchit le premier la longitude du cap Leeuwin, au sud-ouest de l'Australie. À ce moment-là, Le Cléac'h est à 30 milles, Dick à 362 milles, Thomson à 571 milles. Stamm est 5e, Le Cam 6e (à 1 349 milles de Gabart), Golding 7e, Wavre 8e, Sansó 9e, Boissières 10e, de Broc 11e, Lamotte 12e, Di Benedetto 13e (à 3 747 milles de Gabart). Au soir du 15 décembre, Dick accuse un retard de 498 milles sur Gabart ; et Thomson, de 823 milles.
Au matin du 18 décembre, Le Cléac'h est en tête. À 8 h 8, il est le premier à franchir la longitude 146° 55 E, qui marque l'entrée dans l'océan Pacifique.

### Traversée de l’océan Pacifique

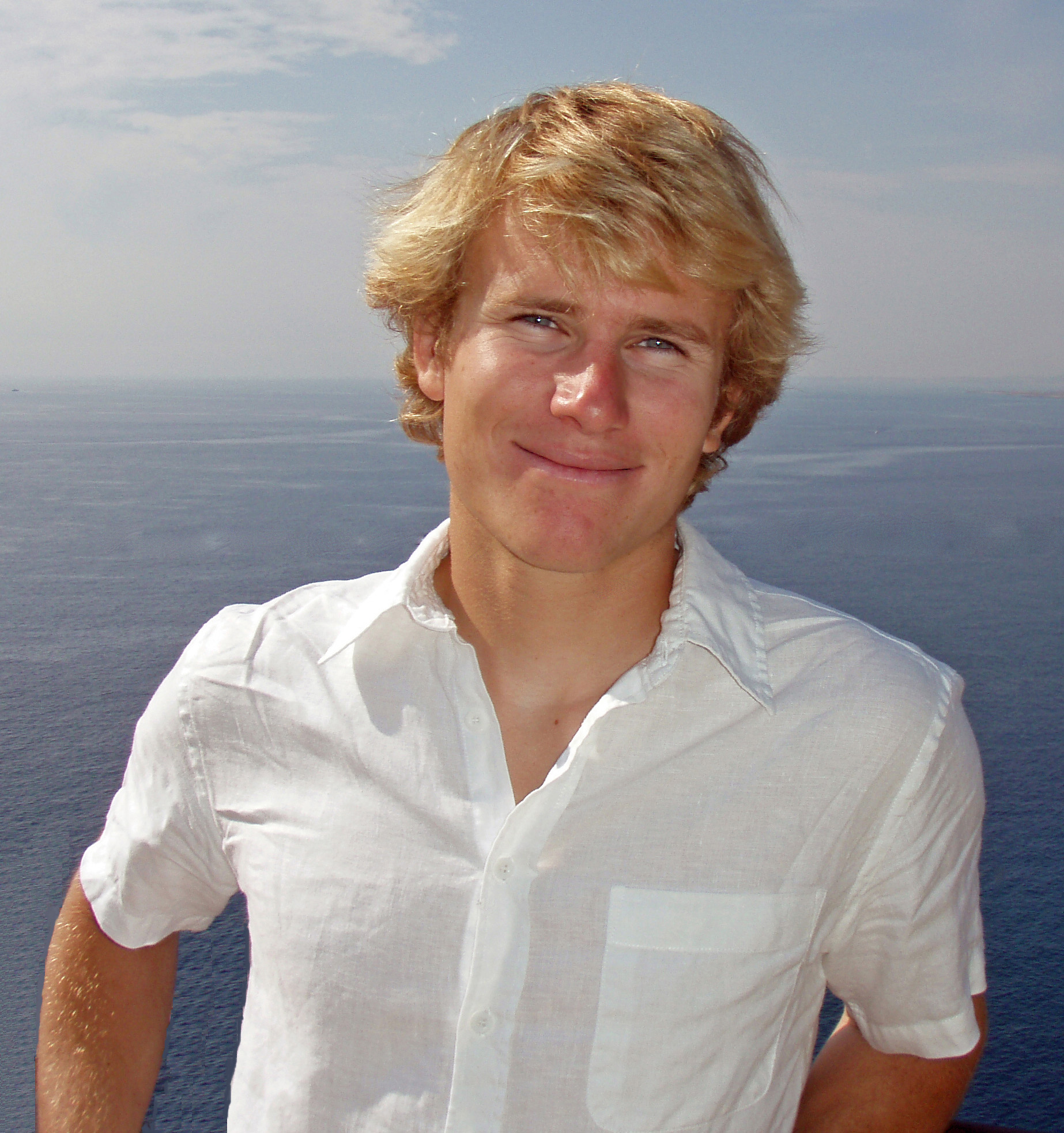
François Gabart.

Dès le lendemain, 19 décembre, Gabart reprend la tête. Les deux bateaux sont à la mi-parcours, et naviguent toujours à quelques milles l'un de l'autre, parfois à vue. Le 20 décembre au matin, c'est Le Cléac'h qui mène ; le soir, c'est à nouveau Gabart. Le 23, Le Cléac'h mène quelques heures, avant que Gabart ne repasse devant. Le 25, Le Cléac'h mène, puis Gabart, puis à nouveau Le Cléac'h.
Stamm ayant relâché pour réparations, il doit céder sa cinquième place à Le Cam. Le 26, il est doublé par Golding et Wavre, qui prennent les sixième et septième places. Le 27, il est doublé par Sansó, à présent 8e ; et le 28 par Boissières, qui passe 9e. Il ne reprend la course que le 29, à la dixième place. Pendant ce temps, les deux leaders naviguent toujours de conserve, aucune option météo n'étant envisageable dans l'immédiat. Gabart prend la tête le 29 décembre, Le Cléac'h le 30. Mais, dans la nuit, celui-ci lofe plus, tandis que Gabart trouve une bonne glisse, reprend la tête le 31, et se construit une avance de plus de 20 milles.
Le 1er janvier 2013, à 19 h 20 (heure française), Gabart franchit le premier le cap Horn. À ce moment-là, Le Cléac'h est 2e (à 24 milles), Dick 3e (à 468 milles), Thomson 4e (à 928 milles), Le Cam 5e (à 2 092 milles), Golding 6e, Wavre 7e, Sansó 8e, Boissières 9e. Stamm, 10e, vient tout juste d'être disqualifié, mais il a un délai pour faire appel. De Broc est 11e, Lamotte 12e et Di Benedetto 13e, à 5 198 milles du premier. Le Cléac'h double le cap Horn à 20 h 35, soit 1 h 15 après François Gabart.

### Remontée de l'Atlantique et arrivée
Le 2 janvier, au sortir du détroit de Le Maire, Le Cléac'h revient « à moins de 10 milles » de Gabart. Son brêlage de gennaker casse, la voile monte le long du câble, il ne peut la rouler. Il doit réparer deux heures durant, de nuit (« François, lui, ne m'avait pas attendu. C'est peut-être là que s'est jouée la course. ») Il perd encore quelques milles en peinant à s'extirper d'un anticyclone.
Le 3 janvier, au sud-est des îles Malouines, l'écart entre les deux premiers est d'une quarantaine de milles. Leurs routes se séparent. Ils optent tous deux pour une trajectoire à l'est de la route directe, mais Gabart ne veut pas « jouer trop près des petites dépressions qui se créent en permanence et sortent du Cabo Frio ». Il préfère contourner les vents de face pour garder de la vitesse. Il amorce donc un assez large détour par l'est. Le Cléac'h choisit d'attaquer. Comme son bateau semble aller un peu moins vite que Macif dans les conditions que va rencontrer Gabart, il veut profiter de la succession de petites dépressions qu'annonce la météo pour toucher le premier les alizés. Il coupe donc à quelque 120 milles à l'ouest de Gabart.
Loin derrière, dans le Pacifique, Stamm est en course jusqu'à nouvel ordre, ayant fait appel. Il double Boissières. Le lendemain, 4 janvier, il double Sansó. Il pointe maintenant à la huitième place. Le 6, Boissières ravit la neuvième place à Sansó.
La remontée de l'Atlantique se révèle pénible et compliquée pour Le Cléac'h, avec souvent des vents contraires, forts et instables, beaucoup d'orages et une mer très changeante. Le 4 janvier, il n'est qu'à 12 milles de Gabart. Mais, le 5 janvier, il perd une trentaine de milles. Et, dans la nuit du 6 au 7, abusé par les indications erronées des fichiers météo, il se trouve bloqué dans une petite dépression orageuse avec un front à franchir, : « Il y a eu un passage de front, je pensais d'après les fichiers météo pouvoir revenir sur François […] grâce à un flux de nord-ouest. Malheureusement, je ne sais pas pourquoi, le vent est resté très à droite, je n’ai pas bien compris, du coup il m’a fallu revenir dans le mauvais sens, j’ai tiré un bord vers l’Amérique du Sud. » Gabart, décalé à l'est, réussit à s'écarter. L'affaire lui profite : il accentue son avance d'une quinzaine de milles, et il bénéficie ensuite d'un vent dans le bon sens, plus fort, qui lui permet d'accélérer — contrairement à Le Cléac'h dont l'addition, le 8 janvier, s'alourdit encore de 56 milles. Atteignant ce jour-là le 35e parallèle, Le Cléac'h accuse 103 milles de retard sur Gabart, ce qui est le plus grand écart enregistré entre les deux hommes depuis la porte Crozet. Le routeur Jean-Yves Bernot reconnaît que le choix de Le Cléac'h était son « unique chance » de prendre l'avantage, mais que « les grains ne sont pas apparus là où il les attendait, et surtout pas assez en nombre. Du coup, coincé sur sa voie, il devenait dépendant du système météo dans lequel il était. »

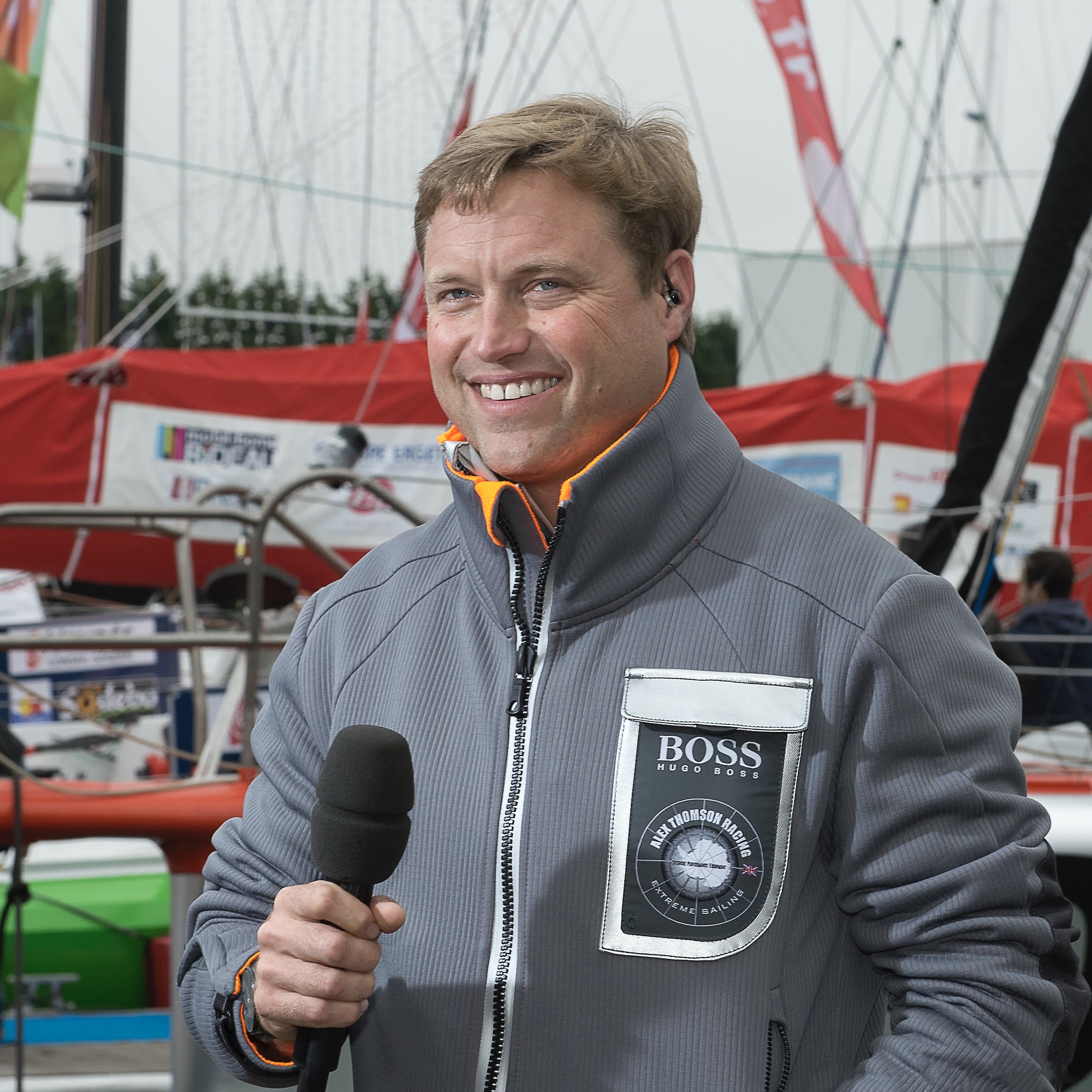
Alex Thomson.

Le 9 janvier, Stamm (8e) abandonne. La trajectoire de Le Cléac'h se rapproche de celle de Gabart mais, le 10 janvier, ce dernier touche les alizés plus tôt, et avec un meilleur angle que son poursuivant.
De son côté, Thomson (4e), qui a compté 988 milles de retard sur le leader neuf jours plus tôt, tire profit des vents portants d'une route plus directe, très à l'ouest de celles des trois premiers. Le 10 janvier, il s'empare de la troisième place au détriment de Dick et, le lendemain, il est revenu à 295 milles de Gabart. Mais il se trouve dans une position peu favorable au moment d’aborder les alizés de l’Atlantique sud. Le jour même, il doit à son tour affronter des vents contraires. Il perd 200 milles en trente-six heures. Le 12 janvier, Dick reprend la troisième place.
Le 13 janvier, lorsqu'il coupe le 10e parallèle sud, Gabart a creusé l'écart : Le Cléac'h est à 263 milles (il vient de perdre 180 milles en trois jours), Dick à 674 milles et Thomson à 784 milles. Cependant, à l'arrière, une lutte pour la septième place oppose un trio Sansó-Boissières-Wavre réparti sur trois routes différentes : le 14 janvier, Sansó prend le meilleur en doublant Boissières (à présent 9e) et Wavre (à présent 8e). De son côté, Golding (dans l'est) dispute la cinquième place à Le Cam (plus près des côtes brésiliennes) : le 15 janvier, il s'en empare brièvement.
Gabart traverse les calmes équatoriaux plus difficilement que Le Cléac'h, qui bénéficie d'un Pot au noir moins actif. Macif commence à ralentir dès le 14 janvier, au 4e parallèle sud : pour remonter de cette latitude au 6e parallèle nord (sortie du Pot au noir), il lui faut environ 2 jours et 11 heures ; il faut à Banque Populaire quelque 8 heures de moins. Le 17 janvier, Di Benedetto, 12e et dernier, double le cap Horn : tous les concurrents sont dans l'Atlantique.
Le Cléac'h compte bien maintenant sur l'anticyclone des Açores « pour tenter quelque chose ». Le 19 janvier, à hauteur de l'archipel du Cap-Vert, son retard sur Gabart est de 140 milles. Mais aucune option météo ne se présente. Les quatre premiers n'ont d'autre choix que de suivre tous quatre le même chemin : contourner l'anticyclone par l'ouest. Dans l'hémisphère sud, Golding est toujours à la lutte avec Le Cam, le dépossédant un moment de la cinquième place, tandis que Wavre reprend la septième à Sansó. Le 20 au matin, Gabart mène de 153 milles, puis, approchant de l'anticyclone, commence à concéder du terrain. Le 21, Golding s'empare brièvement de la cinquième place. Dans la nuit, Dick (3e) perd sa quille. Le 22, Golding et Le Cam continuent de s'échanger la cinquième place. Le 23, Boissières prend la huitième place à Sansó. Gabart n'est guère pénalisé par son contournement de l'anticyclone : la porte s'ouvre « plus que prévu ». Il garde une avance (en distance au but) qui, en fonction des empannages, varie de 84 à 118 milles. Le 24, les deux bateaux traversent l'archipel des Açores et prennent de la vitesse. Le soir, leur écart est d'une centaine de milles.
Le 25 janvier, Dick (toujours en course et toujours 3e) met le cap à l'est pour rester au sud des Açores. Thomson (4e) se déroute pour veiller sur lui lors du passage annoncé d'un front. Le 26, ils naviguent non loin l'un de l'autre, s'échangeant la troisième place. Les vents soufflent jusqu'à trente nœuds. Puis les conditions s'améliorent. Dick confirme à Thomson que les choses vont mieux pour lui. Thomson empanne, et remonte au nord-est à travers l'archipel, tandis que Dick poursuit vers les côtes du Portugal pour éviter vent fort et grosse mer qui règnent plus au nord.
Le 27 janvier, Thomson prend pour de bon la troisième place. Le même jour, à 15 h 18, Gabart franchit la ligne d'arrivée en vainqueur. Le Cléac'h, 2e, arrive 3 heures et 17 minutes plus tard, à 18 h 35. Thomson arrive aux Sables-d’Olonne 2 jours et 17 heures après Gabart, le 30 janvier, à 8 h 25, et complète ainsi le podium — performance saluée d'autant qu'elle est réalisée sur un bateau mis à l'eau en 2007.

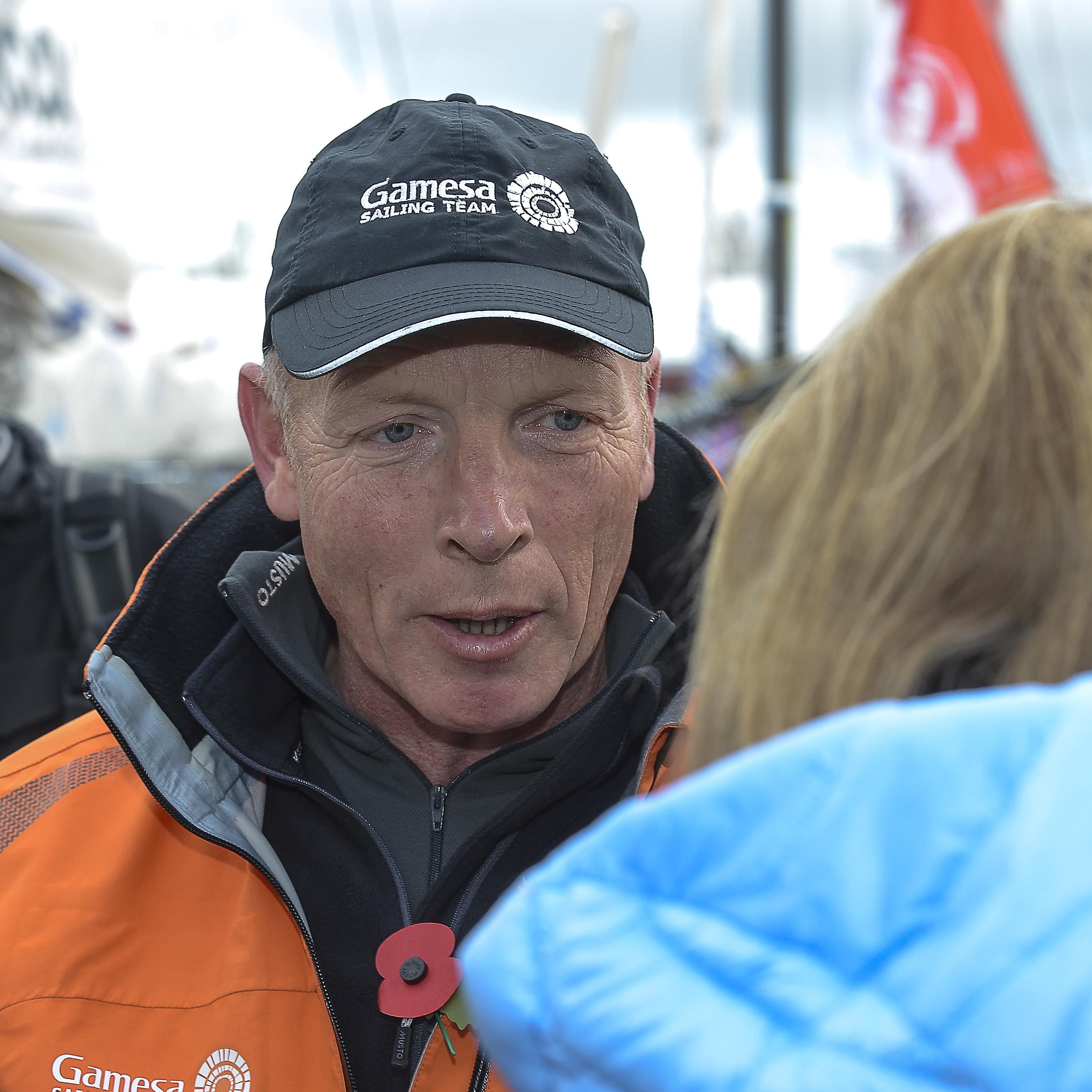
Mike Golding.

Le 31 janvier, Dick (4e) relâche à San Cibrao, sur la côte nord de la Galice, à 292 milles de l'arrivée. Pendant ce temps, la lutte continue de plus belle pour la cinquième place. Le Cam (5e) est ralenti par l'anticyclone des Açores, ce qui permet à Golding (6e) de revenir à sa hauteur. Le 1er février, à l'approche des Açores, Le Cam amorce un contournement des calmes par l'ouest. Golding le double et se maintient dans l'est pour couper au plus court, vent de face. Le 3 février, Dick reprend la mer. Le même jour, Sansó (9e) abandonne après chavirement. Le 4 février, tandis que Golding s'escrime toujours dans les vents contraires, l'option choisie par Le Cam se révèle la bonne : il sort de l'anticyclone, reprend la cinquième place à Golding et fait route maintenant vers l'est, porté par des vents favorables. Le même jour, à 16 h 5, Dick termine 4e, ayant parcouru 2 643 milles sans quille. Un peu avant minuit, Di Benedetto, 11e et dernier, coupe l'équateur : les sept concurrents encore en mer sont tous dans l'hémisphère nord.
Le 6 février, Jean Le Cam passe la ligne d’arrivée en 5e position à 13 heures et 14 minutes (heure française), et Mike Golding en 6e position à 19 heures et 38 minutes. Golding devient le premier navigateur à avoir terminé trois Vendée Globe. Le 8 février, à 16 h 16, Wavre boucle pour la huitième fois un tour du monde en course (toutes compétitions confondues). Il termine 7e. Le 9 février, à 15 h 11, Boissières termine 8e. Le 10 février, à 18 h 12, de Broc termine 9e. Le 17 février, à 10 h 58, Lamotte termine 10e.
Et le 22 février, à 15 h 36, Di Benedetto termine 11e, 26 jours après Gabart. Depuis la création du Vendée Globe, c'est le plus faible écart enregistré entre le premier et le dernier. Jusque-là, l'écart le plus serré était de 34 jours, entre Christophe Auguin et Catherine Chabaud, dans l'édition 1996-1997 (le plus grand écart est celui de l'édition 2000-2001 : 65 jours entre Michel Desjoyeaux et Pasquale De Gregorio). Di Benedetto a navigué sur Team Plastique, bateau construit en 1998, qui boucle là son quatrième Vendée Globe. Le dernier de l'édition 2012-2013 réalise un meilleur temps que ceux de Thomas Coville (6e en 2000-2001) et d'Arnaud Boissières (7e en 2008-2009) sur le même bateau. Neuf concurrents n'ont pas terminé.

## Classement
| Place | Nom du concurrent                | Nom du bateau                              | Arrivé le  | Temps                  | Distance réelle | Vitesse sur l'eau | Vitesse théorique |
| ----- | -------------------------------- | ------------------------------------------ | ---------- | ---------------------- | --------------- | ----------------- | ----------------- |
| 1     | François Gabart (FRA)            | Macif                                      | 27 janvier | 078 j 02 h 16 min 40 s | 28 646 milles   | 15,29 nœuds       | 13,01 nœuds       |
| 2     | Armel Le Cléac’h (FRA)           | Banque Populaire                           | 27 janvier | 078 j 05 h 33 min 52 s | 28 057 milles   | 14,94 nœuds       | 12,99 nœuds       |
| 3     | Alex Thomson (GBR)               | Hugo Boss                                  | 30 janvier | 080 j 19 h 23 min 43 s | 28 022 milles   | 14,45 nœuds       | 12,58 nœuds       |
| 4     | Jean-Pierre Dick (FRA)           | Virbac Paprec 3                            | 4 février  | 086 j 03 h 03 min 40 s | 27 734 milles   | 13,41 nœuds       | 11,80 nœuds       |
| 5     | Jean Le Cam (FRA)                | SynerCiel                                  | 6 février  | 088 j 00 h 12 min 58 s | 27 575 milles   | 13,05 nœuds       | 11,55 nœuds       |
| 6     | Mike Golding (GBR)               | Gamesa                                     | 6 février  | 088 j 06 h 36 min 26 s | 27 281 milles   | 12,88 nœuds       | 11,51 nœuds       |
| 7     | Dominique Wavre (SUI)            | Mirabaud                                   | 8 février  | 090 j 03 h 14 min 42 s | 27 396 milles   | 12,66 nœuds       | 11,28 nœuds       |
| 8     | Arnaud Boissières (FRA)          | Akena Vérandas                             | 9 février  | 091 j 02 h 09 min 02 s | 27 478 milles   | 12,57 nœuds       | 11,16 nœuds       |
| 9     | Bertrand de Broc (FRA)           | Votre Nom autour du Monde avec EDM projets | 10 février | 092 j 17 h 10 min 14 s | 27 912 milles   | 12,54 nœuds       | 10,96 nœuds       |
| 10    | Tanguy de Lamotte (FRA)          | Initiatives-Cœur                           | 17 février | 098 j 21 h 56 min 10 s | 28 160 milles   | 11,86 nœuds       | 10,27 nœuds       |
| 11    | Alessandro Di Benedetto (FRA/IT) | Team Plastique                             | 22 février | 104 j 02 h 34 min 30 s | 28 160 milles   | 11,54 nœuds       | 9,76 nœuds        |

## Prix
Lors de cette édition, 600 000 euros de gains sont distribués. Chaque concurrent qui franchit la ligne d’arrivée reçoit un prix numéraire en euro :
- 160 000 euros pour le premier ;
- 100 000 euros pour le deuxième ;
- 75 000 euros pour le troisième.

## Abandons
Le 10 novembre 2012, avant le départ du Vendée Globe, le bateau Votre Nom autour du Monde avec EDM Projets de Bertrand de Broc est heurté par un semi-rigide de son équipe. La collision troue la coque et l'empêche de prendre le départ. Réparé au ponton, il s'élance dans la nuit, 12 heures et 43 minutes après les autres concurrents.
Marc Guillemot fait demi-tour vers 17 heures, le 10 novembre 2012, jour du départ, à la suite d'une rupture de la quille de Safran constatée au ponton de départ après son retour. Ne disposant pas de quille de rechange, il est contraint à l'abandon le 11 novembre 2012.
Le 12 novembre dans la matinée, Kito de Pavant entre en collision avec un chalutier au large du Portugal et malgré d’importants dégâts (pont soulevé, bout-dehors arraché, outrigger bâbord cassé…), il réussit à regagner le port de Cascais et abandonne la course.
À la suite d'une réclamation le 12 novembre d'Alex Thomson d'une part et du comité de course de l'autre, concernant le passage du Dispositif de séparation du trafic du Cap Finisterre, sept concurrents écopent le 21 novembre d'une pénalité : deux heures pour Jean Le Cam, Dominique Wavre, Javier Sansó, Tanguy de Lamotte et Zbigniew Gutkowski ; trente minutes pour Mike Golding ; vingt minutes pour Jean-Pierre Dick,. Conformément à l'instruction de course 11.2.3, les pénalités sont rapidement « effectuées sur l'eau »,.
Le 13 novembre, dans le premier coup de vent, Dominique Wavre chute et se fait très mal au dos. Trois mois plus tard, après l'arrivée, un radiologue lui apprend qu'il a une vertèbre fracturée.
Après une collision le 14 novembre, Louis Burton tente de regagner Les Sables-d'Olonne, pour réparer son bateau. Il doit le faire avant le 20 novembre à 13 h 2, faute de quoi il sera éliminé (le Vendée Globe est une course sans assistance et sans escale sauf, si besoin, aux Sables-d'Olonne, dans les dix jours suivant le départ). Les conditions météo sur la route du retour l'obligent à abandonner le 16 novembre.
Le 14 novembre, Javier Sansó se déroute vers les îles Canaries pour réparer son chariot de grand-voile cassé. Passant à vitesse réduite à l'abri de Tenerife, il répare dans la nuit du 16 au 17. Au matin, il reprend la course.
Le 15 novembre, Samantha Davies démâte, rejoint Madère au moteur et abandonne.
Le même jour, Jérémie Beyou se dirige vers le Cap-Vert pour réparer une anomalie de fonctionnement de son vérin de quille. À l'abri, il n'a pas pu trouver de solution sans assistance extérieure (interdite par le règlement). Il est donc contraint à l'abandon le 19 novembre.
Le 21 novembre, le navigateur polonais Zbigniew Gutkowski abandonne après avoir tenté pendant plusieurs jours, de réparer son pilote automatique.
Le 24 novembre, PRB, barré par Vincent Riou, heurte une bouée métallique. Malheureusement, bien que pensant pouvoir réparer la coque, il abandonne le lendemain à la suite du constat d'une avarie sur le tirant d'un outrigger (barre de flèche de pont).
Le 5 décembre, Initiatives-Cœur se couche à la suite d'une avarie de pilote automatique. Redressé et remis sous contrôle du pilote de secours, le bateau empanne tout seul et endommage le rail des chariots de mât. Tanguy de Lamotte répare, et reprend la course dès le lendemain.

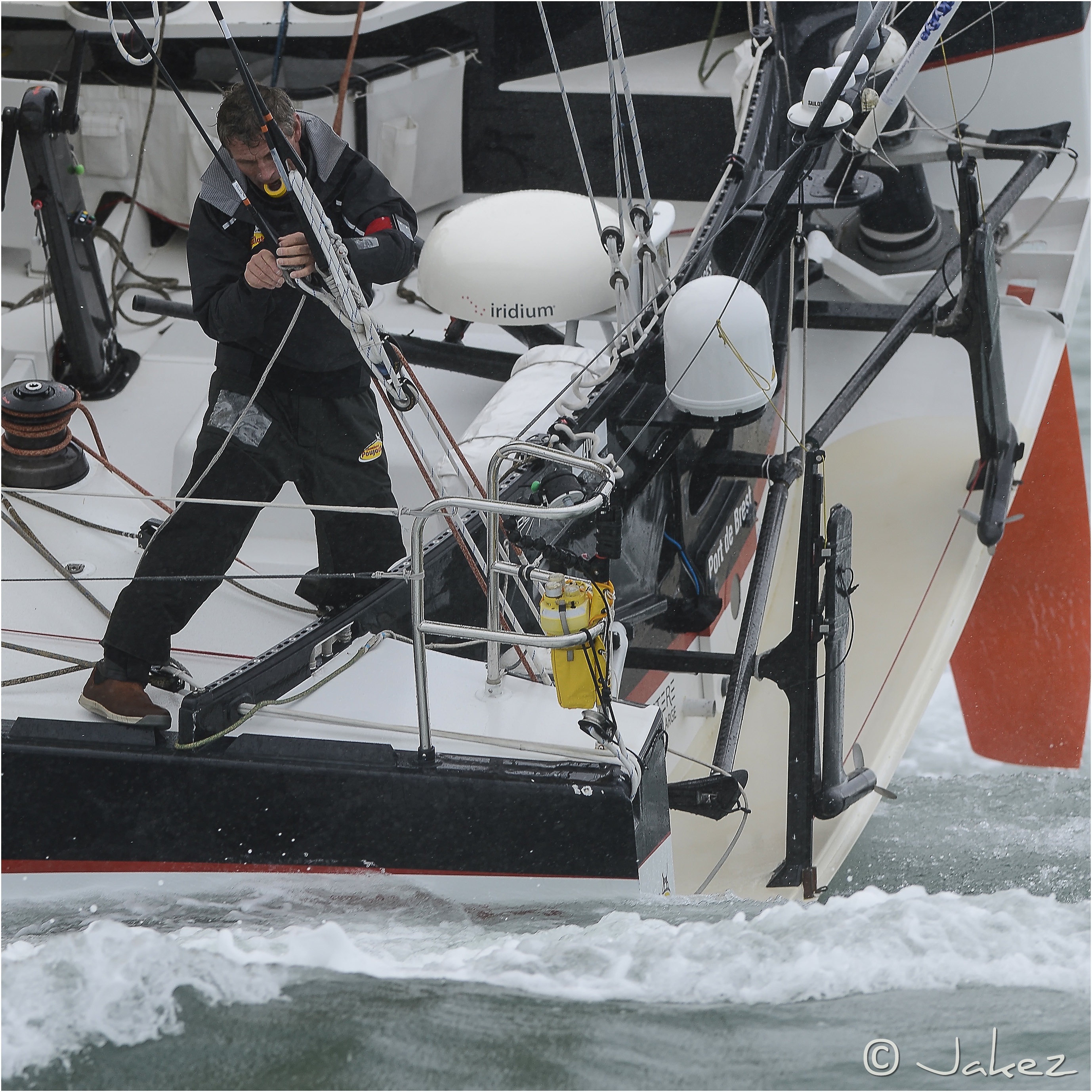
Bernard Stamm sur Cheminées Poujoulat juste avant le départ de l’édition.

Le 22 décembre, Bernard Stamm se déroute et, le 23, mouille à l'abri de l'île Enderby (îles Auckland) pour tenter une réparation fiable sur ses hydrogénérateurs, endommagés depuis le large du Portugal. Une pluie incessante ralentit la prise de la stratification. Le soir, l'ancre chasse, le bateau dérive. Le navigateur décide de s'amarrer derrière un navire scientifique russe, le Professeur Khoromov. Deux marins russes se portent spontanément à sa rencontre, en canot pneumatique. Tandis que Stamm remet ses appareils en route pour relancer son bateau, l'un des marins monte à bord à son insu, et commence à relever l'ancre. Puis il participe à l'amarrage, et redescend dans son canot. Mais une tempête est annoncée. Stamm part chercher un abri plus sûr à Dunedin, dans la baie de Kaikai, où il mouille le 26 décembre. Le même jour, le comité de course dépose une réclamation auprès du jury international. Le 29 décembre, Stamm reprend la course. Le 1er janvier 2013, il est disqualifié. Le jury considère que s'amarrer à un autre bateau est interdit, que recevoir une assistance (même non sollicitée) est interdit, et que Stamm aurait dû ordonner à la personne montée sur son bateau de descendre immédiatement. Le 2 janvier, Stamm demande la réouverture du dossier, comme il y est autorisé par le règlement. Le jury rouvre le dossier le 5 janvier à la suite du témoignage des marins russes. Le 12 janvier (trois jours après l'abandon de Stamm), le jury confirme la disqualification.
Le 6 janvier, Bernard Stamm entre en collision avec un objet flottant. Les deux hydrogénérateurs qui lui ont causé tant de soucis sont l'un arraché, l'autre hors service. Comme il a déjà largement puisé dans ses réserves de gazole, il est confronté à une grave pénurie d'énergie (notamment pour faire fonctionner son pilote automatique). Le 9 janvier, il passe le cap Horn, se fait ravitailler par bateau en carburant et annonce son abandon. Il poursuit hors course vers les Sables-d'Olonne, où il arrive le 6 février.
Le 21 janvier, à environ 500 milles au nord-ouest de l'archipel du Cap-Vert, Virbac Paprec 3 perd la totalité de sa quille (bulbe et voile), se couche, mais ne chavire pas. Jean-Pierre Dick réussit à stabiliser le bateau. Il reste en course, se donnant le temps de la réflexion. Le 25 janvier, arrivé au sud-ouest des Açores, il met le cap sur le Portugal pour bénéficier de conditions de navigation clémentes. Le 30 janvier, il double le cap Finisterre. Mais un fort coup de vent est annoncé sur le golfe de Gascogne. Le 31, Dick s'abrite à San Cibrao. Utilisant son moteur en prise 3 ou 4 minutes pour sécuriser la manœuvre, il s'amarre à une tonne. Il repart le 3 février. Le même jour, le jury estime qu'il n'a tiré aucun profit d'une « très courte » durée d'utilisation du moteur, ce qui fait que l'infraction est « mineure ». Il ne lui inflige pas de pénalité.
Le 3 février matin, un OFNI casse le safran tribord et endommage gravement la dérive bâbord d’Initiatives-cœur. La dérive en pivotant troue la coque, et le bateau prend l'eau. Tanguy de Lamotte passe une journée à débloquer la dérive et la remonter. Les deux jours suivants sont dévolus au colmatage de la voie d'eau dans la coque carbone. Pendant ce temps, l'eau doit être évacuée régulièrement, mais la pompe électrique défaille aussi, obligeant le marin à bricoler encore et naviguer à vitesse réduite. Trois jours plus tard, la seconde pompe tombe aussi en panne.
Le 3 février, vers midi, à 360 milles au sud des Açores et à 500 milles à l'ouest de Madère, Acciona gîte brutalement, Javier Sansó est projeté à l'eau et voit le bateau chavirer, quille brisée. Il réussit à nager jusqu'au tableau arrière, à activer sa balise de détresse, à mettre à l'eau son radeau de sauvetage et à y prendre place. Il ne peut se munir ni de sa combinaison ni de son kit de survie, ni emporter sa balise. La mer étant formée, il ne peut s'amarrer au bateau, et s'en éloigne. Repéré par un avion de reconnaissance six heures plus tard, il attend encore près de six heures avant d'être hélitreuillé. Il est ramené sain et sauf à la base aérienne de Lajes, sur l'île de Terceira. Le 6 février, il embarque à bord d'un remorqueur pour retrouver Acciona. Localisé le 8 février, retourné le 9, le bateau est conduit à Ponta Delgada.
| Nom du concurrent  | Nationalité | Nom du bateau       | Date        | Raison de l'arrêt                      | Lieu                              |
| ------------------ | ----------- | ------------------- | ----------- | -------------------------------------- | --------------------------------- |
| Marc Guillemot     | France      | Safran              | 11 novembre | Quille rompue                          | Golfe de Gascogne                 |
| Kito de Pavant     | France      | Groupe Bel          | 12 novembre | Collision avec un chalutier            | Large du Portugal                 |
| Louis Burton       | France      | Bureau Vallée       | 16 novembre | Collision avec un chalutier            | Atlantique Nord                   |
| Samantha Davies    | Royaume-Uni | Savéol              | 16 novembre | Démâtage                               | Large de Madère                   |
| Jérémie Beyou      | France      | Maître Coq          | 19 novembre | Casse du vérin de quille               | Cap-Vert                          |
| Zbigniew Gutkowski | Pologne     | Energa              | 21 novembre | Pilote automatique hors état de marche | entre Madère et les îles Canaries |
| Vincent Riou       | France      | PRB                 | 25 novembre | Collision avec une bouée métallique    | à 800 km au sud-est de Recife     |
| Bernard Stamm      | Suisse      | Cheminées Poujoulat | 12 janvier  | Disqualifié                            | Îles Auckland                     |
| Javier Sansó       | Espagne     | Acciona             | 3 février   | Chavirage (rupture de quille)          | Sud des Açores                    |

## Temps et performances
Les temps indiqués dans cette section sont sourcés, soit par des articles publiés sur le site officiel du Vendée Globe 2012-2013, soit par des articles de journaux. Il subsiste un certain nombre d'incohérences entre certains temps indiqués (par exemple des temps partiels qui, additionnés, donnent un temps différent des temps récapitulatifs).

### Record de distance parcourue en vingt-quatre heures
- Les 30 novembre et 1er décembre 2012, le record de distance parcourue en vingt-quatre heures, détenu depuis 2003 par Alex Thomson (468,72 milles), est battu plusieurs fois — et plusieurs fois par les mêmes concurrents. Chacun signe sa meilleure performance le 1er décembre : François Gabart (487,23 milles), Alex Thomson (473,87 milles), Bernard Stamm (482,59 milles)[129] ; et c'est à Jean-Pierre Dick (502,53 milles, soit 20,94 nœuds de moyenne) que revient le nouveau record[130].
- Le 10 décembre, le récent record est battu par Dick lui-même (516,9 milles), par Bernard Stamm (506,9 milles) et par François Gabart, qui réussit la meilleure performance : à 16 heures, il a effectué 534,48 milles, à 22,27 nœuds de moyenne. C'est le nouveau record de distance parcourue à la voile en vingt-quatre heures, en solitaire, sur monocoque[42].

### Temps à l’«équateur aller»
- Les Sables – équateur : 11 j 00 h 20 min pour François Gabart[131], 10 j 19 h 18 min pour Armel Le Cléac'h[77] ; ils ne battent pas le temps record détenu par Jean Le Cam en 2004-2005 en 10 j 11 h 28 min[131].

### Meilleurs temps au cap de Bonne-Espérance
- Le 3 décembre 2012, Armel Le Cléac'h bat de plus d'un jour le record de descente de l'Atlantique lors d'un Vendée Globe. Son temps de parcours entre Les Sables-d’Olonne et la longitude du cap de Bonne-Espérance est de 22 jours, 23 heures et 46 minutes [132]. Le précédent record (24 jours, 2 heures, 18 minutes) était détenu par Vincent Riou depuis l'édition 2004-2005[39].
- Le record Équateur – Bonne-Espérance est battu par Jean-Pierre Dick en 12 j 02 h 40 min[131].

### Meilleurs temps au cap Leeuwin
Le 14 décembre 2012, François Gabart franchit en tête la longitude du cap Leeuwin. Certains y voient un signe : dans les six éditions précédentes, le premier à Leuwin a remporté le Vendée Globe. François Gabart établit là deux nouveaux temps de référence :
- 34 jours, 10 heures et 23 minutes sur la distance Les Sables-Leeuwin, soit 2 jours, 2 heures et 25 minutes de moins que Vincent Riou en 2004 sur PRB ;
- 11 jours, 6 heures et 40 minutes sur la distance Bonne-Espérance-Leeuwin, soit 9 minutes de moins que Michel Desjoyeaux en 2008 sur Foncia[134].

### Meilleurs temps à mi-parcours
Si la mi-parcours se situe théoriquement à 12 197 milles du départ, la distance parcourue est bien supérieure, avec un total de 14 606,85 milles pour François Gabart sur Macif (14 042,61 milles pour Armel Le Cléac'h sur Banque Populaire), marque atteinte pour le premier en 38 jours 14 heures et 30 minutes à la vitesse moyenne sur l’eau de 15,76 nœuds.

### Meilleur temps au cap Horn

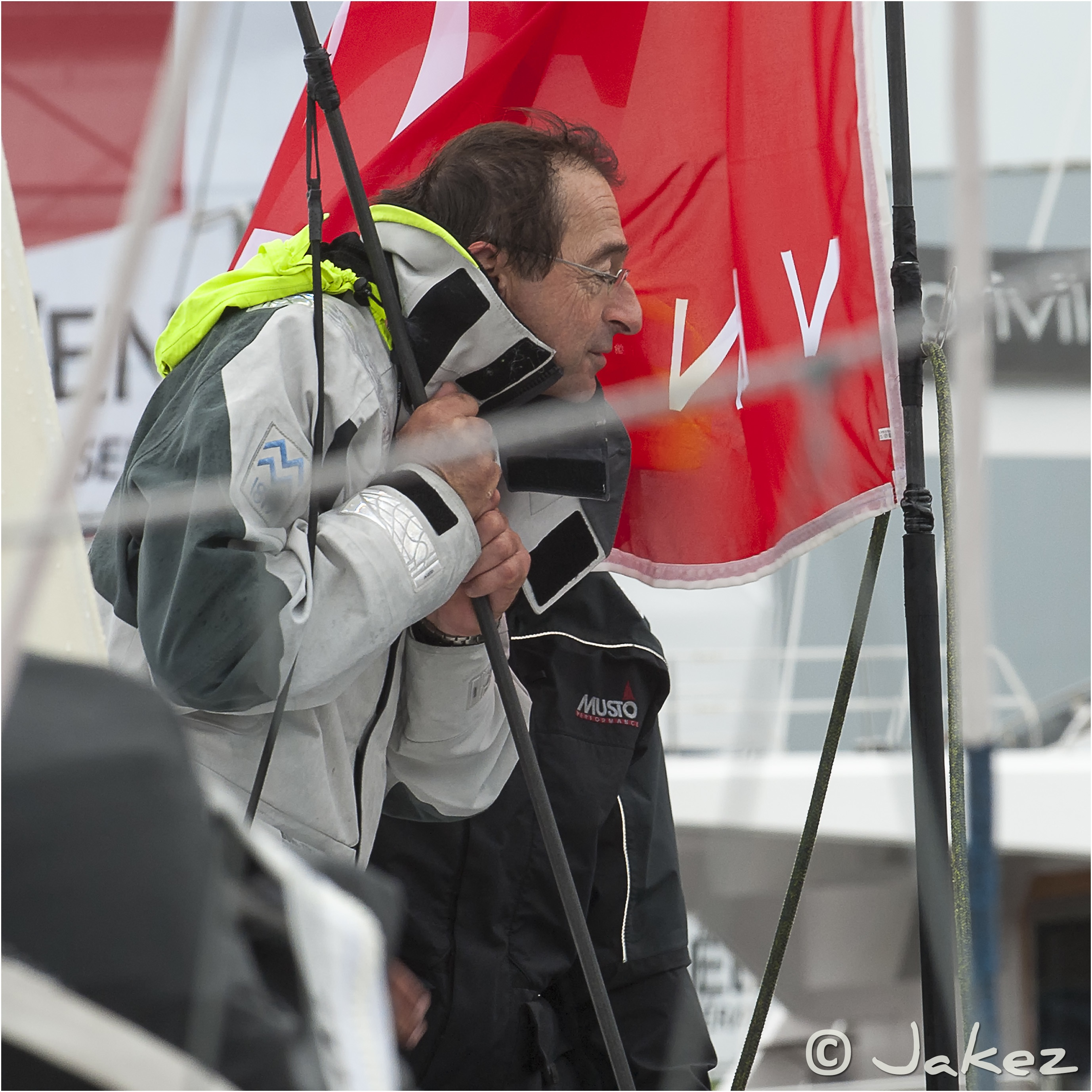
Dominique Wavre.

Le 1er janvier 2013 à 19 h 20 (heure française), François Gabart franchit en tête la longitude du cap Horn, en établissant un nouveau temps de référence : 52 jours, 6 heures et 18 minutes sur la distance Les Sables-Horn, soit 4 jours, 8 heures et 50 minutes de moins que les 56 jours 15 heures et 8 minutes de Michel Desjoyeaux en 2009 sur Foncia.
En revanche, son temps de course entre le cap Leeuwin et le cap Horn, de 17 jours, 18 heures, et 35 minutes, ne bat pas le temps de référence, détenu par Mike Golding depuis 2004-2005, de 16 jours, 6 heures et 26 minutes.
Son temps de course entre le cap de Bonne-Espérance et le cap Horn est de 29 jours, 2 heures, et 35 minutes.

### Record du nombre de passages du cap Horn en course
Le 9 janvier 2013, à l'occasion de son quatrième Vendée Globe, Dominique Wavre, doyen de l'épreuve (57 ans), passe le cap Horn en course (toutes compétitions confondues) pour la neuvième fois. Il s'agit d'un record.

### Meilleurs temps à l’«équateur retour»
Le 15 janvier 2013 à 14 h 41 (heure française, soit 13 h 41 UTC), François Gabart franchit en tête la latitude de l'équateur. Il établit là deux nouveaux temps de référence :
- 66 jours, 1 heure et 39 minutes sur la distance Les Sables-équateur, soit 5 jours, 15 heures et 33 minutes de moins que le temps de référence détenu depuis 2009 par Michel Desjoyeaux (71 jours 17 heures et 12 minutes) sur Foncia[140] ;
- 13 jours, 19 heures et 21 minutes sur les 3 700 milles séparant le cap Horn de l'équateur, soit 1 jour, 6 heures et 43 minutes de moins que les 15 jours 2 heures et 4 minutes de Michel Desjoyeaux en 2009[141].

### Bilan des temps de passage
Retrouvez ces données sur le site officiel du Vendée Globe  :
| Skipper                 | Équateur         | Bonne-Espé       | Leeuwin          | Horn             | Équateur retour  | Vendée globe      |
| ----------------------- | ---------------- | ---------------- | ---------------- | ---------------- | ---------------- | ----------------- |
| François Gabart         | 11 j 00 h 20 min | 23 j 03 h 43 min | 34 j 10 h 23 min | 52 j 06 h 18 min | 66 j 01 h 39 min | 078 j 02 h 16 min |
| Armel Le Cléac’h        | 10 j 19 h 18 min | 22 j 23 h 46 min | 34 j 12 h 13 min | 52 j 07 h 33 min | 66 j 16 h 45 min | 078 j 05 h 33 min |
| Alex Thomson            | 11 j 02 h 34 min | 23 j 12 h 33 min | 35 j 22 h 13 min | 54 j 14 h 36 min | 68 j 14 h 53 min | 080 j 19 h 23 min |
| Jean-Pierre Dick        | 11 j 00 h 25 min | 23 j 03 h 03 min | 35 j 16 h 28 min | 53 j 16 h 40 min | 67 j 22 h 00 min | 086 j 03 h 03 min |
| Jean Le Cam             | 11 j 20 h 08 min | 24 j 12 h 48 min | 38 j 16 h 13 min | 58 j 19 h 17 min | 75 j 06 h 58 min | 088 j 00 h 12 min |
| Mike Golding            | 11 j 13 h 13 min | 24 j 07 h 18 min | 39 j 06 h 38 min | 59 j 14 h 02 min | 75 j 12 h 12 min | 088 j 06 h 36 min |
| Dominique Wavre         | 11 j 20 h 43 min | 24 j 13 h 53 min | 39 j 10 h 43 min | 59 j 22 h 16 min | 76 j 19 h 42 min | 090 j 03 h 14 min |
| Arnaud Boissières       | 13 j 13 h 58 min | 26 j 15 h 58 min | 42 j 03 h 13 min | 60 j 09 h 53 min | 77 j 14 h 11 min | 091 j 02 h 09 min |
| Bertrand de Broc        | 14 j 02 h 23 min | 28 j 08 h 58 min | 43 j 18 h 28 min | 65 j 05 h 58 min | 79 j 02 h 58 min | 092 j 17 h 10 min |
| Tanguy de Lamotte       | 13 j 15 h 53 min | 30 j 00 h 14 min | 44 j 17 h 58 min | 65 j 17 h 01 min | 81 j 10 h 07 min | 098 j 21 h 56 min |
| Alessandro Di Benedetto | 15 j 20 h 03 min | 32 j 05 h 28 min | 47 j 02 h 13 min | 68 j 05 h 29 min | 86 j 10 h 37 min | 104 j 02 h 34 min |
| Javier Sansó            | 13 j 09 h 13 min | 26 j 17 h 05 min | 39 j 18 h 28 min | 60 j 12 h 50 min | 78 j 02 h 24 min | abandon           |
| Vincent Riou            | 11 j 00 h 10 min | abandon          |                  |                  |                  |                   |
| Bernard Stamm           | 11 j 03 h 25 min | 23 j 06 h 44 min | 35 j 21 h 43 min | abandon          |                  |                   |

### Bilan des temps intermédiaires
Retrouvez ces données sur le site officiel du Vendée Globe  :
| Skipper                 | Bateau                    | Record milles/24h | Sables– Équateur | Équateur– Bonne-Esp | Bonne-Esp– Leeuwin   |
| ----------------------- | ------------------------- | ----------------- | ---------------- | ------------------- | -------------------- |
| François Gabart         | Macif                     | 545,3             | 11 j 00 h 20 min | 12 j 03 h 25 min    | 11 j 06 h 40 min (R) |
| Armel Le Cléac’h        | Banque Populaire          | 497,13            | 10 j 19 h 18 min | 12 j 04 h 28 min    | 11 j 12 h 27 min     |
| Alex Thomson            | Hugo Boss                 | 477,14            | 11 j 02 h 34 min | 12 j 09 h 59 min    | 12 j 09 h 40 min     |
| Jean-Pierre Dick        | Virbac Paprec 3           | 517,23            | 11 j 00 h 25 min | 12 j 02 h 40 min    | 12 j 13 h 25 min     |
| Bernard Stamm           | Cheminées Poujoulat       | 506,9             | 11 j 03 h 25 min | 12 j 03 h 09 min    | 12 j 14 h 59 min     |
| Jean Le Cam             | SynerCiel                 | 432,0             | 11 j 20 h 08 min | 12 j 16 h 40 min    | 14 j 03 h 25 min     |
| Mike Golding            | Gamesa                    | 410,84            | 11 j 13 h 13 min | 12 j 18 h 05 min    | 14 j 23 h 40 min     |
| Dominique Wavre         | Mirabaud                  |                   | 11 j 20 h 43 min | 12 j 17 h 10 min    | 14 j 20 h 50 min     |
| Arnaud Boissières       | Akena Vérandas            |                   | 13 j 13 h 58 min | 13 j 01 h 00 min    | 15 j 12 h 15 min     |
| Bertrand de Broc        | Votre Nom autour du Monde |                   | 14 j 02 h 53 min | 14 j 06 h 35 min    | 15 j 09 h 30 min     |
| Tanguy de Lamotte       | Initiatives-Cœur          | 411,03            | 13 j 15 h 53 min | 16 j 08 h 31 min    | 14 j 17 h 44 min     |
| Alessandro Di Benedetto | Team Plastique            | 405               | 15 j 20 h 03 min | 16 j 09 h 25 min    | 14 j 20 h 45 min     |

| Skipper                 | Bateau                    | Leeuwin–Horn     | Horn–Équateur    | Équateur– Les Sables | Équateur– Équateur |
| ----------------------- | ------------------------- | ---------------- | ---------------- | -------------------- | ------------------ |
| François Gabart         | Macif                     | 17 j 18 h 35 min | 13 j 19 h 28 min | 12 j 01 h 37 min     | 55 j 01 h 19 min   |
| Armel Le Cléac’h        | Banque Populaire          | 17 j 19 h 20 min | 14 j 09 h 14 min | 11 j 13 h 48 min     | 55 j 21 h 27 min   |
| Alex Thomson            | Hugo Boss                 | 18 j 16 h 23 min | 14 j 00 h 17 min | 12 j 04 h 32 min     | 57 j 12 h 19 min   |
| Jean-Pierre Dick        | Virbac Paprec 3           | 18 j 00 h 12 min | 14 j 05 h 20 min | 18 j 05 h 03 min     | 56 j 21 h 35 min   |
| Jean Le Cam             | SynerCiel                 | 20 j 03 h 03 min | 16 j 11 h 41 min | 12 j 17 h 14 min     | 63 j 10 h 50 min   |
| Mike Golding            | Gamesa                    | 20 j 07 h 25 min | 15 j 22 h 09 min | 12 j 18 h 23 min     | 63 j 22 h 59 min   |
| Dominique Wavre         | Mirabaud                  | 20 j 11 h 33 min | 16 j 21 h 34 min | 13 j 07 h 31 min     | 64 j 22 h 59 min   |
| Arnaud Boissières       | Akena Vérandas            | 18 j 06 h 40 min | 17 j 04 h 25 min | 13 j 11 h 57 min     | 64 j 00 h 13 min   |
| Bertrand de Broc        | Votre Nom autour du Monde | 21 j 11 h 30 min | 13 j 20 h 59 min | 13 j 02 h 12 min     | 65 j 00 h 35 min   |
| Tanguy de Lamotte       | Initiatives-Cœur          | 20 j 23 h 03 min | 15 j 17 h 06 min | 17 j 11 h 48 min     | 67 j 18 h 25 min   |
| Alessandro Di Benedetto | Team Plastique            | 25 j 03 h 16 min | 18 j 05 h 08 min | 17 j 15 h 57 min     | 70 j 14 h 34 min   |

### Meilleurs temps à l'arrivée aux Sables-d'Olonne
Les trois premiers effacent le temps de référence établi par Michel Desjoyeaux en 2008-2009 (84 j 03 h 09 min 08 s) : Gabart le bat de plus de six jours, Le Cléac'h de plus de cinq jours et Thomson de plus de trois jours.
François Gabart remporte le Vendée Globe 2012-2013 en 78 jours, 2 heures, 16 minutes et 40 secondes (nouveau record). Sa vitesse moyenne sur le parcours théorique de 24 394 milles, est de 13,01 nœuds (la moyenne de référence sur l'ensemble du parcours était celle de Michel Desjoyeaux dans l'édition du Vendée Globe 2008-2009 : 12,07 nœuds, à titre de comparaison, après 78 jours de course, Michel Desjoyeaux était seulement en train d’approcher les Acores en 2009 et Vincent Riou n’avait pas encore doublé le tropique du cancer en 2005). Il a parcouru une distance de 28 646,55 milles sur l’eau, à la vitesse moyenne de 15,29 nœuds (la vitesse moyenne de Michel Desjoyeaux en 2009 était de 14,02 nœuds).
Armel Le Cléac'h arrive seulement 3 heures, 17 minutes et 12 secondes plus tard en 78 jours, 5 heures, 33 minutes et 52 secondes, ce qui constitue le plus faible écart dans l'histoire de l'épreuve. Sa vitesse moyenne sur le parcours théorique, long de 24 394 milles, est de 12,99 nœuds. Il a parcouru une distance de 28 057 milles sur l’eau, à la vitesse moyenne de 14,94 nœuds.
L’écart maximum entre Armel Le Cléac'h et François Gabart :
- Banque Populaire – Macif : 263,14 milles, le 28 novembre (descente Atlantique Sud) ;
- Macif – Banque Populaire : 273,99 milles, le 14 janvier (remontée Atlantique Sud)[131].

Le temps de parcours équateur – Les Sables d’Olonne de François Gabart est de 12 jours, 1 heure, et 37 minutes. Ce temps est plus long que celui d'Armel Le Cléac'h, de 11 jours, 13 heures, et 48 minutes.

## La «voile magique» de Gabart
Dès août 2011, Gabart évoque à mots couverts une mystérieuse voile baptisée « MDTK ». Dans le Vendée Globe, lorsque le 10 décembre il établit un record de distance parcourue en vingt-quatre heures, beaucoup s'interrogent : Gabart dispose-t-il d'une « arme secrète », d'une voile « magique », très performante dans les conditions où le record a été battu ? Le premier à s'interroger est évidemment Le Cléac'h : « Je voulais savoir pour la voile. Je me doutais qu'il y avait un truc. Je veux bien prendre vingt milles par jour, mais je veux savoir pourquoi,. » Cette voile serait la fameuse MDTK, « ma voile magique, la MDTK », comme le dit Desjoyeaux (MD signifiant Michel Desjoyeaux) en apercevant Macif qui boucle son tour du monde. Desjoyeaux parle d'une voile qui est une évolution de celle dont lui-même disposait dans le précédent Vendée Globe, une voile que Le Cléac'h n'a pas : « Cette voile marche bien dans les conditions que François a eues lorsqu'il a battu le record des vingt-quatre heures : à 120 degrés du vent, dans 35 à 40 nœuds et bonnes conditions de mer. » Dans un entretien accordé au Figaro, Michel Desjoyeaux ajoute que « cette sorte de trinquette de mauvais temps […] permet aussi d'économiser une autre voile qui sera utilisée deux mois plus tard pour la remontée de l'Atlantique. Quand on voit qu'Armel n'a pas tenu la cadence dans certaines conditions, je pense qu'il est handicapé à ce niveau-là. »

## Solidarité en mer
À l'instar d'un grand nombre de courses au large, un certain nombre d'événements marquants ont confirmé que la solidarité en mer existe toujours sur les océans :
- Kito de Pavant, ayant abandonné à la suite d'une collision, a proposé à Marc Guillemot, en avarie de quille, de prendre la sienne pour reprendre le départ. Cela n'a pas pu se faire en raison des délais[153],[154] ;
- lors de la disqualification de Bernard Stamm, en raison d'une assistance portée malgré lui, la totalité des skippers ayant pu être joint ont signé une pétition demandant au jury de rectifier sa décision[155],[156] ;
- à l'annonce de Jean-Pierre Dick de la rupture de sa quille, Bernard Stamm, disqualifié pour assistance, puis ravitaillé en combustible au cap Horn, signale qu'il est hors course, et bien que loin derrière Dick, prêt à l'assister en cas de naufrage[157] ;
- le 25 janvier[158], Alex Thomson annonce qu'il s'est dérouté pour couvrir Jean-Pierre Dick, qui va affronter du mauvais temps[66]. Quand le calme revient, les deux bateaux se séparent, et Thomson ne va pas tarder à remplacer Dick à la troisième place. Celui-ci, pour le remercier, lui envoie une photo où il est écrit : « Alex take care of the third » (« Alex, prends soin de cette troisième place »).

## Avis sur l'édition
- Pour le public, le long et terrible duel qu'ont livré François Gabart et Armel Le Cléac'h est le fait marquant de la septième édition du Vendée Globe[159].
- François Gabart : « Ce que l’on peut retenir — j’en suis content et j’en suis fier, parce qu’on en est responsables avec Armel —, c’est qu’on a parlé du Vendée Globe pour l’aventure, mais aussi pour le volet sportif, pour la compétition. Et on n’a pas parlé du Vendée Globe pour les drames. Il y a eu le chavirage de Javier, c’est vrai que ça aurait pu mal se terminer, mais cela s’est bien passé, parce qu’aujourd’hui on a beaucoup progressé sur la sécurité des bateaux et des bonhommes […] On prend moins de risques pour nos vies aujourd’hui en prenant le départ d’un Vendée Globe[160]. »
- Armel Le Cléac'h : « Ça a été un Vendée Globe intense. Cette intensité, je l’ai vécue du début à la fin parce que je faisais partie du duel. Mais je pense que tout le monde a vécu cette intensité, ces difficultés sur l’eau[161]. »
- Denis Horeau, directeur de la course, est content de voir 55 % des bateaux à l'arrivée, alors qu'en 2008 il n'y en avait que 37 %. Il estime par ailleurs que « la notion d'aventurier sportif, si elle est toujours prégnante et toujours là parce qu'elle est constitutive de l'épreuve, donne plus d'importance au côté sportif sur ce Vendée Globe. » Une flotte de vingt bateaux lui paraît « le nombre d'or » : « C'est un parfait équilibre, pour ce qui est des concurrents, de l'organisateur et des médias. Chacun a une bien meilleure visibilité avec vingt concurrents, au lieu de trente. » Il observe que « la très grande majorité des bateaux étaient très préparés ». Il se réjouit de ce que l'édition ait été épargnée par des « conditions météorologiques brutales » et de ce qu'aucun concurrent n'ait « jamais été en situation de survie »[162].

## Course en ligne
Comme lors de l'édition précédente, une course en ligne est organisée par Virtual Regatta simultanément avec la réelle. Plus de 470 000 voiliers y participent. Elle est marquée par un bug le 14 novembre.
Le 24 janvier 2013, soit près de 4 jours avant Gabart, le concurrent Llyl franchit la ligne d'arrivée en tête, ayant accompli le parcours en 74 jours, 16 heures et 59 minutes. Après cent jours de course, soit le 19 février 2013, 170 000 concurrents ont franchi la ligne d’arrivée.